# بوزالا
بوزالا (گرجی: ბუზალა) یک منطقهٔ مسکونی در گرجستان است که در ناحیه دزاو واقع شده‌است. بوزالا ۱٬۱۲۰ متر بالاتر از سطح دریا واقع شده‌است.